# Myrichthys aspetocheiros
Myrichthys aspetocheiros är en fiskart som beskrevs av Mccosker och Rosenblatt, 1993. Myrichthys aspetocheiros ingår i släktet Myrichthys och familjen Ophichthidae. IUCN kategoriserar arten globalt som livskraftig. Inga underarter finns listade i Catalogue of Life.